# Lettország vízrajza
Lettország a Balti-alföldön fekszik, amely teljes egészében a Balti-tenger vízgyűjtő területe.

## Lettország domborzata
A Balti-alföld a Kelet-európai-síkság az ún. Balti–Fehértengeri-végmorénavonulat által lehatárolt Balti-tenger menti területe. A Kelet-európai-síkság Európa legegységesebb nagy tájegysége, ezért pontos határai, illetve kisebb tájegységeinek listája, nevei és határai nem egységesek a szakirodalomban és országonként is változnak. A Balti-alföldet a németben Baltischer Landrücken vagyis Balti-hátságnak, az angolban Baltic Uplands vagyis Balti-felföldeknek nevezik, a magyarban hívják még Balti-tengermelléknek is, bár ez az elnevezés takarhatja csak a Balti-alföld nyugati, alacsonyabb területeit is.

### A Balti-alföld határai
- Északon az Onyega-tó és a Ladoga-tó mentén húzódó glintvonal,[2] amely a glaciális, vagyis jégkorszaki lepusztulás nyomán kialakult tereplépcső a hajdani jégtakaróval fedett Balti-pajzs és a Kelet-európai-síkság üledékes táblája között, az Onyega-tó és a Ladoga-tó ún. glinttavak.
- Keleten és dél-keleten a Balti–Fehértengeri-végmorénavonulat, amely az utolsó glaciális időszak, a würmi eljegesedés határán található, a würmi eljegesedést nevezik Valdaj-eljegesedésnek is, az Oroszországban található Valdaj-hátság ugyanis a würmi hótakaró által létrehozott végmoréna-vonulat északi eleme, míg ennek déli eleme a Belorusz-hátság. Ezek a vonulatok egyben a Balti-alföld és a Balti-tenger vízgyűjtő területének határa is.
- A Balti-alföld déli határa nem egyértelmű, vagy a Poleszje és Polézia néven is ismert fluvioglaciális, vagyis a jégkorszaki olvadékvizek által feltöltött síkságot, vagy a Visztula vízgyűjtő területének határát szokták megjelölni. A würmi eljegesedést Visztula-eljegesedésnek is nevezik, ugyanis az Észak-Lengyelországot befedő jégtakaró a Visztula folyását is alakította.

|  |  |

### Lettország tájegységei
Lettország területét történelmi tájegységekre szokás osztani, ezek száma általában négy (Kurzeme, Latgale,  Vidzeme, Zemgale) amely olykor kiegészül egy ötödikkel (Sēlija). A történelmi tájegységek határai csak részben egyeznek meg a természetföldrajzi határokkal. A következő nyitható kép Lettország geomorfológiai tájait tartalmazza lett nyelven, a felszínformák fordításához és a névtani jellemzőkért lásd ezen szócikk Névtani összefoglaló című fejezetét.

## Folyók
A Balti-alföld folyói a végmorénahátságról indulva, jellemzően kelet-délkeletről nyugat-északnyugatra folyva a Balti-tengerbe ömlenek. A végmorénahátságoknak négy vonulata van, a Balti-alföldet határoló külső vonulat a Balti–Fehértengeri-végmorénavonulat, amely a Balti-tengerbe ömlő folyók vízválasztója. A legbelső vonulat egy kisebb kiterjedésű jégtakaró által létrehozott morénadombvonulat, amelynek legfontosabb tagjai Észtországban Munamägi (318 m), Lettországban Vidzeme (311 m) és Litvániában Žemaitija (234 m). A belső vonulat és a Balti-tenger közötti részt szokták Balti-tengermelléknek is nevezni.
A Valdaj-hátság a Balti-tengerbe ömlő folyók és a Volga vízgyűjtő területeinek választóvonala, az innen eredő legnagyobb lettországi folyó a Daugava. A Belorusz-hátság a Balti-tenger és a Fekete-tengerbe ömlő Dnyeper vízválasztója, innen ered Litvánia leghosszabb folyója a Nemunas vagy Nyeman. A belső morénavonulat dombjai közül a Vidzemei-fennsíkon ered a Gauja, amely először ugyan keleti irányba indul, de aztán észak felől megkerüli a fennsíkot, és végül kelet-nyugati irányba ömlik a Rigai-öbölbe. A litvániai Žemaitija-fennsíkon ered a Venta és a Lielupe számtalan mellékfolyója, ezek a folyók inkább dél-észak irányúak.
|  |  |

### Lettország folyóinak vízgyűjtő területei

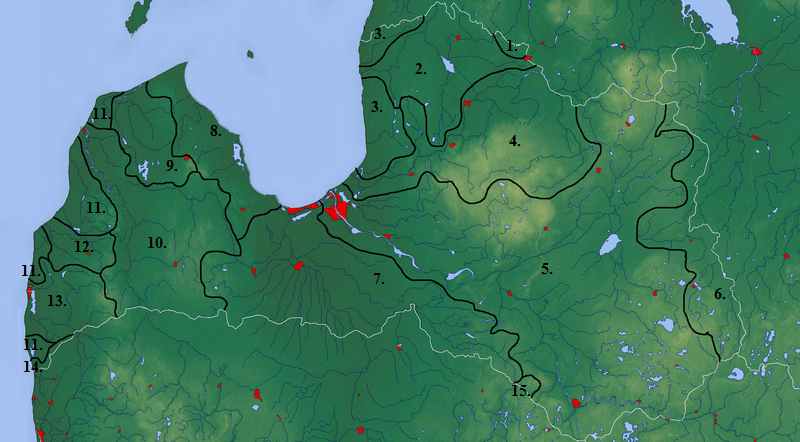
Lettország vízgyűjtő területei:
1. Emajegi (lettül még: Mētra, észtül: Emajõgi),
2. Salaca,
3. Vidzemei partmenti vízgyűjtő terület (Vidzemes piekrastes piejūras baseins),
4. Gauja,
5. Daugava,
6. Veļikaja (oroszul: Великая),
7. Lielupe,
8. Kurzemei északi és keleti vízgyűjtő terület (Kurzemes ziemeļu un austrumu baseins),
9. Irbe,
10. Venta,
11. Kurzemei nyugati vízgyűjtő terület (Kurzemes rietumu piekrastes baseins),
12. Saka,
13. Bārta,
14. Sventāja,
15. Nemunas.

Lettország folyóinak vízgyűjtő területeinek többfajta felosztása is lehetséges. Az egyes felosztások megegyeznek abban, hogy a legnagyobb folyók – Daugava (5), Lielupe (7.), Venta (10.), Gauja (4.), Salaca (2.), Veļikaja (6.) – vízgyűjtő területeit külön kezelik. Eltérés abból adódik, hogy a kisebb folyók és patakok vízgyűjtő területeit mennyire bontják szét. A legegyszerűbb felosztás szerint egyetlen egységet képez Kurzemének a Venta vízgyűjtő területétől északra és keletre lévő része (Kurzemes ziemeļu un austrumu baseins – 8.), Kurzemének a Venta vízgyűjtő területétől nyugatra lévő része (Kurzemes rietumu piekrastes baseins – 9.; 11–13.), valamint Vidzemének a Gauja és a Salaca vízgyűjtő területén kívül eső, avagy partmenti területe (Vidzemes piekrastes piejūras baseins – 3.). Ezt a kilenc területet tanulják a gyerekek az általános iskolában.
Az említett, nagyobb területeken érdemes még külön kezelni néhány nagyobb folyót, például Kurzeme északi részén az Irbét (9.), nyugati részén pedig a Bārtát (13.). Lettország területén megtalálható még Litvánia legnagyobb folyójának, a Nemunasnak (magyarul még: Nyeman, lettül: Nemuna – 15.) és Észtország egyik folyójának, Emajõginek (lettül: Emajegi vagy Mētra – 1.) egy-egy apró vízgyűjtő területe.
A nagyobb folyók közül a Daugava, a Lielupe, a Gauja és a Salaca a Rigai-öbölbe ömlik, a Venta, és a Bārta a Balti-tengerbe, az Irbe torkolata pedig a Rigai-öblöt és a Balti-tenger többi részét elválasztó Irbei-szorosnál van.
A Velikaja (lettül Veļikaja – 6.) oroszországi folyó, amely a Csúd-tóba (magyarul még: Peipus-tó) ömlik, vízgyűjtő területe azonban átér Lettország és Fehéroroszország területére is. Szintén a Csúd-tóba ömlik az Emajõgi. A Csúd-tó vízét a Narva a Finn-öbölbe vezeti. A Nemunas a Kur-lagúnába torkollik, amely a Balti-tengernek a Kur-földnyelv által elzárt része.

### Lettország folyóinak összefoglaló táblázata
| Név           | Torkolat     | Teljes hossz (km) | Lettországi hossz (km) | Teljes vízgyűjtő terület (km²) | Lettországi vízgyűjtő terület (km²) | Éves átlagos vízhozam (m³/s) |
| ------------- | ------------ | ----------------- | ---------------------- | ------------------------------ | ----------------------------------- | ---------------------------- |
| Daugava       | Rigai-öböl   | 1005              | 352                    | 87900                          | 24700                               | 20,45                        |
| Lielupe       | Rigai-öböl   | 119               | 119                    | 17600                          | 8800                                | 3,56                         |
| Venta         | Balti-tenger | 346               | 178                    | 11800                          | 6600                                | 2,94                         |
| Aiviekste     | Daugava      | 114               | 114                    | 9300                           | 9160                                | 1,81                         |
| Gauja         | Rigai-öböl   | 452               | 452                    | 9080                           | 7920                                | 2,24                         |
| Rītupe        | Velikaja     | 176               | 56                     | 3000                           | 1442,7                              | 0,6                          |
| Ludza         | Rītupe       | 156               | 29                     | 1570                           | 919                                 | 0,26                         |
| Zilupe        | Velikaja     | 195               | 80                     | 2040                           | 758,8                               | 10,1                         |
| Mēmele        | Lielupe      | 191               | 116                    | 4060,0                         | 2075,1                              | 0,98                         |
| Ogre          | Daugava      | 188               | 188                    | 1730                           | 1730                                | 0,581                        |
| Mūsa          | Lielupe      | 164               | 26                     | 5320,0                         | 151,5                               | 0,83                         |
| Pededze       | Aiviekste    | 159               | 131                    | 1690,0                         | 1523,3                              | 0,44                         |
| Ieceva        | Lielupe      | 155               | 155                    | 2072                           | 2072                                | 0,26                         |
| Abava         | Venta        | 129               | 129                    | 2042                           | 2042                                | 0,66                         |
| Svēte         | Lielupe      | 123               | 75                     | 2380                           | 1873                                | 0,4                          |
| Dubna         | Daugava      | 105               | 105                    | 2785,4                         | 2785,4                              | 0,5                          |
| Mazā Jugla    | Jugla        | 119               | 119                    | 675,3                          | 675,3                               | 0,25                         |
| Rēzekne       | Lubāns       | 116               | 116                    | 2025,7                         | 2025,7                              | 0,2                          |
| Malta         | Rēzekne      | 105               | 105                    | 886,9                          | 886,9                               | 0,18                         |
| Dienvidsusēja | Mēmele       | 114               | 114                    | 1220,9                         | 1192,5                              | 0,246                        |
| Bērze         | Svēte        | 109               | 109                    | 903,9                          | 903,9                               | 0,25                         |
| Misa          | Iecava       | 108               | 108                    | 902,6                          | 902,6                               | 0,22                         |
| Stende        | Irbe         | 100               | 100                    | 1160                           | 1160                                | 0,3                          |
| Irbe          | Balti-tenger | 32                | 32                     | 1924                           | 1924                                | 0,5                          |
| Kūkova        | Velikaja     | 106               | 47                     | 825                            | 461,5                               | 0,156                        |
| Bārta         | Liepāja-tó   | 103               | 47                     | 2016                           | 1036                                | 0,69                         |

### A folyók vízminősége
Lettország édesvízkészlet tekintetében az egyik leggazdagabb ország, az édesvízkészlet mérete messze meghaladja az ország jelenlegi és jövőbeli lakosságának vízfogyasztását. Lettország vízkitermelési indexe az egyik legalacsonyabb az Európai Unióban. A vízkitermelési index (Water Exploitation Index, WEI) a rendelkezésre álló vízkészlet és a felhasznált vízkészlet arányát mutatja. „Az index kiszámításánál abból indulnak ki a szakértők, hogy egy adott országban hány millió köbméter édesvíz áll hosszú távon egy lakos rendelkezésére évente.” A 20% alatti érték számít jónak, a 20% és 40% közötti érték terheltséget, a 40% feletti érték pedig erős terheltséget jelent. Lettországban ez a szám még csökkent is, 1990-es 0,013%-os értékről a 2005-ös 0,007%-os értékre, köszönhetően a gazdasági és ipari víztakarékossági és a hatékony felhasználást támogató intézkedéseknek.
Alapvetően alacsony a nitrogén, a foszfor és az egyéb oxigénmegkötő anyagok aránya a felszíni és a felszín alatti vizekben, ugyanakkor a felszíni vizek eutrofizációja – különösen a Rigai-öböl déli részénél – fokozott környezeti problémát jelent. Lettország legtöbb nagy folyója az ország határain túlról érkezik, ezek általában már szennyeződésekkel terheltek.

### A Gauja és vízgyűjtő területe

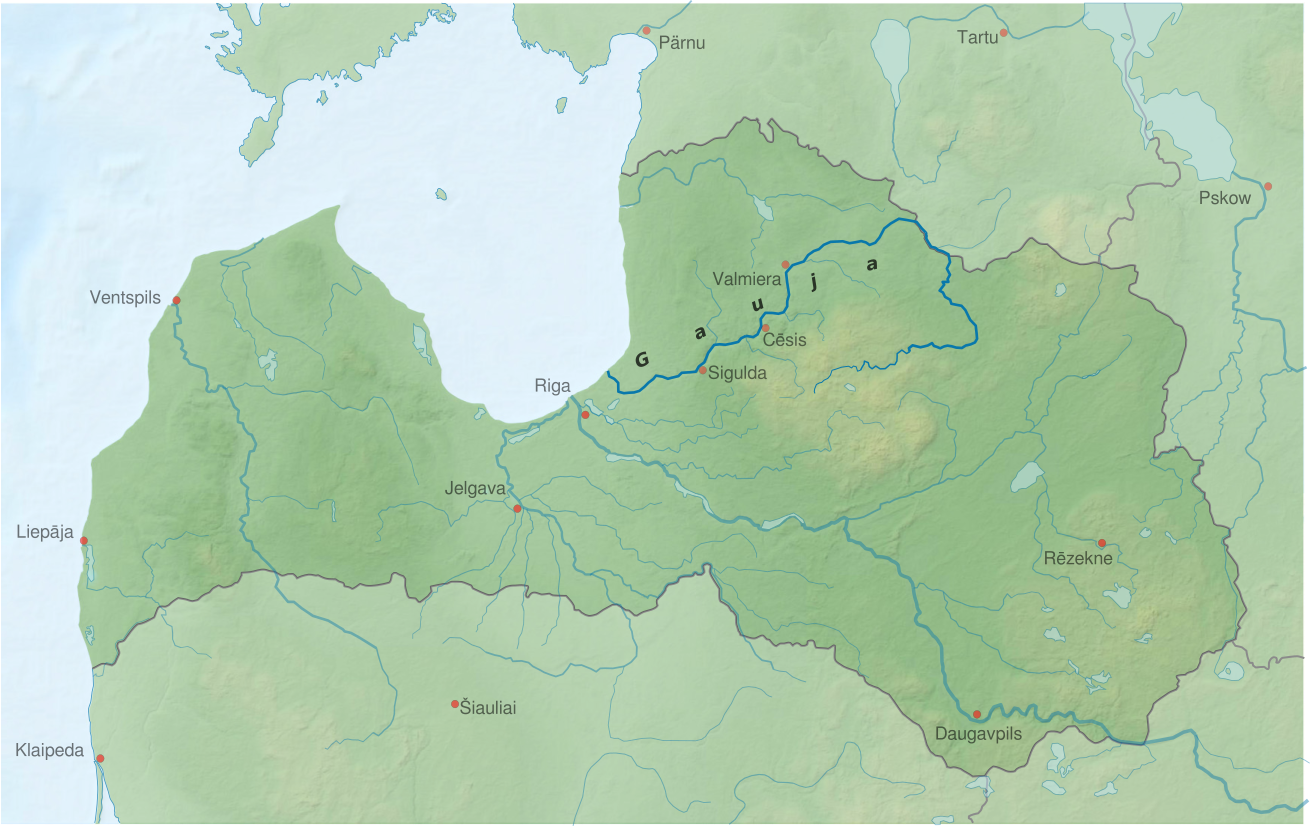
A Gauja lefolyása. A folyó mentén található Valmiera, Cēsis és Sigulda. Valmiera Lettország nyolcadik és Vidzeme legnépesebb települése. Valmiera és Sigulda közötti folyószakasz mentén terül el a Gauja Nemzeti Park.

A Gauja 452 km-es hosszával Lettország második leghosszabb folyója a Daugava után, ugyanakkor a leghosszabb folyó, amely Lettországban területén ered és ott is ömlik a Rigai-öbölbe, haladása közben nem hagyja el Lettországot, bár mintegy 20 km hosszan Lettország és Észtország határfolyója. A Vidzemei-fennsík (Vidzemes augstiene) Felső-Gaujai-lejtő (Augšgaujas pazeminājums) nevű területén, az Elka-hegyen (Elkas kalns) ered. Teljes hosszán esése 234 m, éves vízhozama 2,24 km³, vízgyűjtőterülete 9800 km².

#### Elnevezése
Elsőként August Johann Gottfried Bielenstein (lettül: Augusts Bīlenšteins) balti német nyelvész vetette fel, hogy a Gauja név valamelyik déli balti-finn nyelvből származhat. A Gauja észt neve: Koiva jõgi, lív neve: Koiva, amely az észt kõiv ’nyír(fa)’ és a lív kõuvõ ’ua.’ szavakkal lehet rokon. A germán nyelvekben Aa-nak, később pedig livóniai Aa-nak is nevezték (pl.: német: Livländische Aa, svéd: Livländska Aa). A német Aa és Ache folyók és patakok gyakori neve német, holland és svájci területeken, közös germán tőre vezethetők vissza, amely jelentése ’víz’ volt, ennek a szónak a maradványa egyes folyónevek -au végződése is (pl.: Donau ’Duna’, Moldau ’Moldva’), a germán tő rokonságban áll a latin aquae szóval is. A megkülönböztető jelzőre azért volt szükség, mert a balti térségben összesen három Aa nevű folyó volt, a Gauja; a Lielupe, amely német neve Kurländische Aa, azaz ’kurlandi Aa’; és a Sventāja, avagy Heilige Aa, amely ’szent folyó’-t jelent.

#### Lefolyása

##### A forrás és a felső szakasz
A Gauja forrása a Vidzemei-fennsíkon található. Vidzeme egy würmi végmoréna-dombság, amely az utolsó eljegesedések idején jött létre. A jég a kőtörmeléket északról és nyugatról, tehát a Balti-tenger irányából keletre és délre tolta, ekkor jött létre a Balti-alföld, amit a jég lecsiszolt, és az a végmorénasánc, amely ennek határa.
A Gauja forrásával kapcsolatban korábban nem volt teljes egyetértés a leírásokban. Egyik lehetséges forrásként az Alauksts-tavat nevezték meg, ahonnan a Gaujiņa patak ered, amely a Gauja jobb oldali mellékpatakja, ez az ág azonban korábban elapadt, mivel a vízszint csökkenése nyomán a patak medrét benőtte a növényzet. Szintén megnevezték forrásként a Zobols-tavat, a mai álláspont szerint azonban a Gauja keresztülfolyik a tavon, a tóba belépő patakot Ežupītének avagy Ārnītének nevezik, az onnan kilépő patakot pedig Mierupītének. A földrajztudományban a folyók forrásaként a leghosszabb mellékfolyó forrását szokták megnevezni, ez a Gauja esetében az Ežupīte, amely az Elka-hegy (Elkas kalns) lábánál ered, hivatalosan tehát ez a Gauja forrása. A folyót Gaujának viszont csak onnantól nevezik, ahol a Gaujiņa és a Mierupīte összefolyik a korábban lecsapolt Laidza-tó helyén található lápos területen (Laidziņu purva).
A Gauja felső szakasza a forrástól a Vidzemei-fennsík lábáig tart, ezt a tájegységet Felső-Gaujai-lejtőnek (Augšgaujas pazeminājums) nevezik. Ez egy nyugat-keleti irányú, meglehetősen lapos lejtős terület, ahol a folyó a mészkőzetekre rakódott 70–80 m vastagságú fluvioglaciális homok- és kavicságyon halad. A Gauja itt gyűjti össze a Vidzemei-fennsík patakjainak és tavainak vizét.

##### A középső szakasz

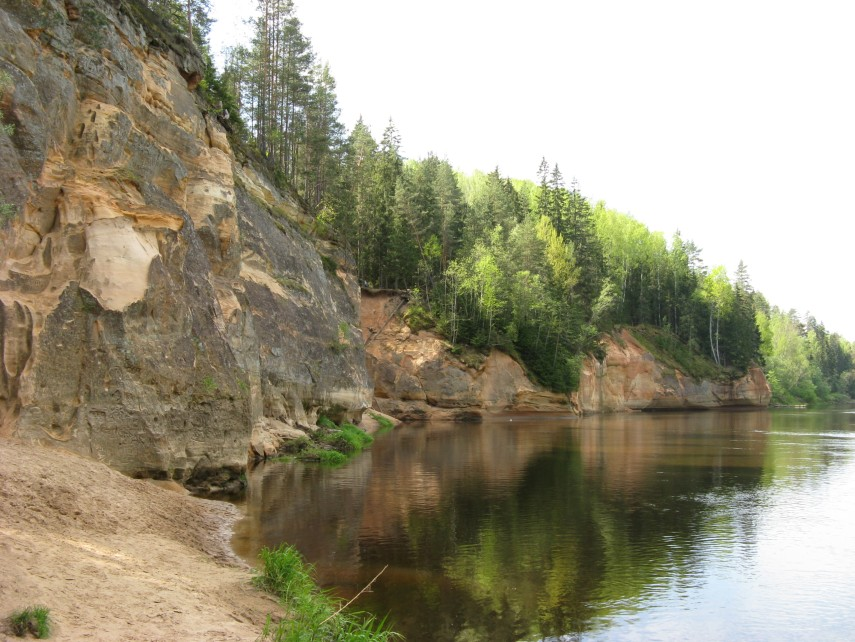
Az Ērgļu klintis, vagyis Orgona-sziklák, a Gauja devon kori homokkő sziklapartja, amely turistákat és geológusokat is vonz. Nevét onnan kapta, hogy a sziklál által visszavert visszhang az orgona hangjára hasonlít.

A folyó középső szakaszán északra fordul, és a Vidzemei- és Alūksnei-fennsík (Alūksnes-augstiene) között elterülő Trapenei-síkságon (Trapenes līdzenums) halad, majd a Vidzemei- és Sakalai-fennsík (Sakalas-augstiene, észtül: Sakala kõrgustik) közötti Sedai-síkságon (Sedas līdzenums) folyik kelet felé. A Gauja ezeken a részeken homokmederben fut, a folyó egész hosszán sokat kanyarog, a nagyobb folyókanyarulatokon belül is számtalan kisebb hajlat található. A folyó mentén sok ártéri holtág alakult ki. A meder homokját a folyó folyamatosan mozgatja vándorló homokpadokat és zátonyokat alakítva ki. A homokáramlások és gyakori örvények miatt a folyónak ez a része veszélyesnek nevezhető.
Valmiera városnál lép be a folyó a Gauja-völgybe (Gaujas senleja), Valmiera az ország kilencedik legnagyobb és Vidzeme-tájegység legnagyobb városa, lakossága mintegy 25 ezer fő. Itt kezdődik a Gauja Nemzeti Park (Gaujas nacionālais parks), ez Lettország legrégebbi nemzeti parkja, amelyet 1973-ban alapítottak, de ez a legnagyobb is, mintegy 91 745 hektár kiterjedésű.
Az ún. Orgona-sziklák (Ērgļu klintis avagy Ērģeļu klintis) devon kori homokkő sziklapart a Gauja bal partján a Gauja-völgyben. A sziklapart mintegy 700 méter kiterjedésű és 18-26 méter magas, benne foszfor és vasrétegek találhatók, valamint megfigyelhetőek egy devon kori hal maradványai is. Monumentális mérete és különleges színvilága miatt kedvelt látványosság. A sziklafal Lettország védett nemzeti természeti emléke, és az Európai Unió védett élőhelyei közé tartozik.
A Gauját sok folyó és patak táplálja, ezért heves esőzéseknél hirtelen megárad, különösen az alsóbb szakaszokon. Árvíz idején a vízszint a felső szakaszokon 2,5 m-t, a középső szakaszon 3-3,5 m-t, az alsó szakaszon 5 m-t is emelkedhet.
A jégzajlás általában márciusban kezdődik, a feltorlódott jég miatt ilyenkor a folyó néha kilép a medréből és elárasztja a környező területeket, az így a folyóba kerülő fa és törmelék a sekély vízben megakad, ami kellemetlen vagy akár veszélyes is lehet az úszóknak, hajósoknak és a horgászoknak.

##### Az alsó szakasz és a torkolat
A 20. század elején a Vidzeméből Rigába irányuló kereskedelem szükségessé tette a Gauját és a Daugavát összekötő víziúthálozat kiépítését. A Gauja a legkorábbi időkben a lív és a latgal területek közötti árucsere legfontosabb útvonala volt, később is intenzív kereskedelem folyt rajta. Vidzeméből főként fát és faanyagot szállítottak a fővárosba, de a Gauja és a Daugava torkolata közötti szakasz volt a legveszélyesebb és a legdrágább szakasz. Ennek kikerülésére 1899-ban elkezdték kiépíteni a Gauja–Daugava víziút (Gaujas–Daugavas ūdensceļš) csatornáit a Gauja és a Daugava közötti tavak és folyók összekötésével. Ennek elemei a mintegy 5 km hosszú Gauja–Fehér-tó-csatorna (Gaujas-Baltezera kanāls), a Kis-Fehér-tó (Mazais Baltezers), a 430 m hosszú Fehér-tó-csatorna (Baltezera kanāls), a Nagy-Fehér-tó (Lielais Baltezers), a Jugla csatorna (Juglas kanāls), a Jugla-folyó, a Ķīšezers-tó és a Mīlgrāvis csatorna. Az építkezés 1903-ban fejeződött be.
A Gauja torkolata fontos ornitológiai helyszín, mivel a vándormadarak egyik legfontosabb európai vonulási útvonalában fekszik. A torkolat körüli terület védett, itt található a Tengermelléki Természeti Park (Piejūras dabas parks), amely változatos élőhelyet biztosít a legkülönfélébb madaraknak: a parti fövenyek, zátonyok, parti dűnék, rétek, mocsarak és fenyőerdők otthont adnak vízimadaraknak, mocsári madaraknak, gázlómadaraknak és énekesmadaraknak. A legfontosabb állandó fajok közé tartoznak a különböző sas- és kacsafajok, de a madárvonulásoknak köszönhetően minden évszakban más-más vendégfajok jelennek meg.

#### Halak
A Gaujában a következő halfajok találhatóak meg: csapósügér (Perca fluviatilis), jászkeszeg (Leuciscus idus), szélhajtó küsz (Alburnus alburnus), csuka (Esox lucius), dévérkeszeg (Abramis brama), bodorka (Rutilus rutilus), nyúldomolykó (Leuciscus leuciscus), fejes domolykó (Squalius cephalus), balin (Aspius aspius), szilvaorrú keszeg (Vimba vimba), menyhal (Lota lota).

### A Lielupe és vízgyűjtő területe

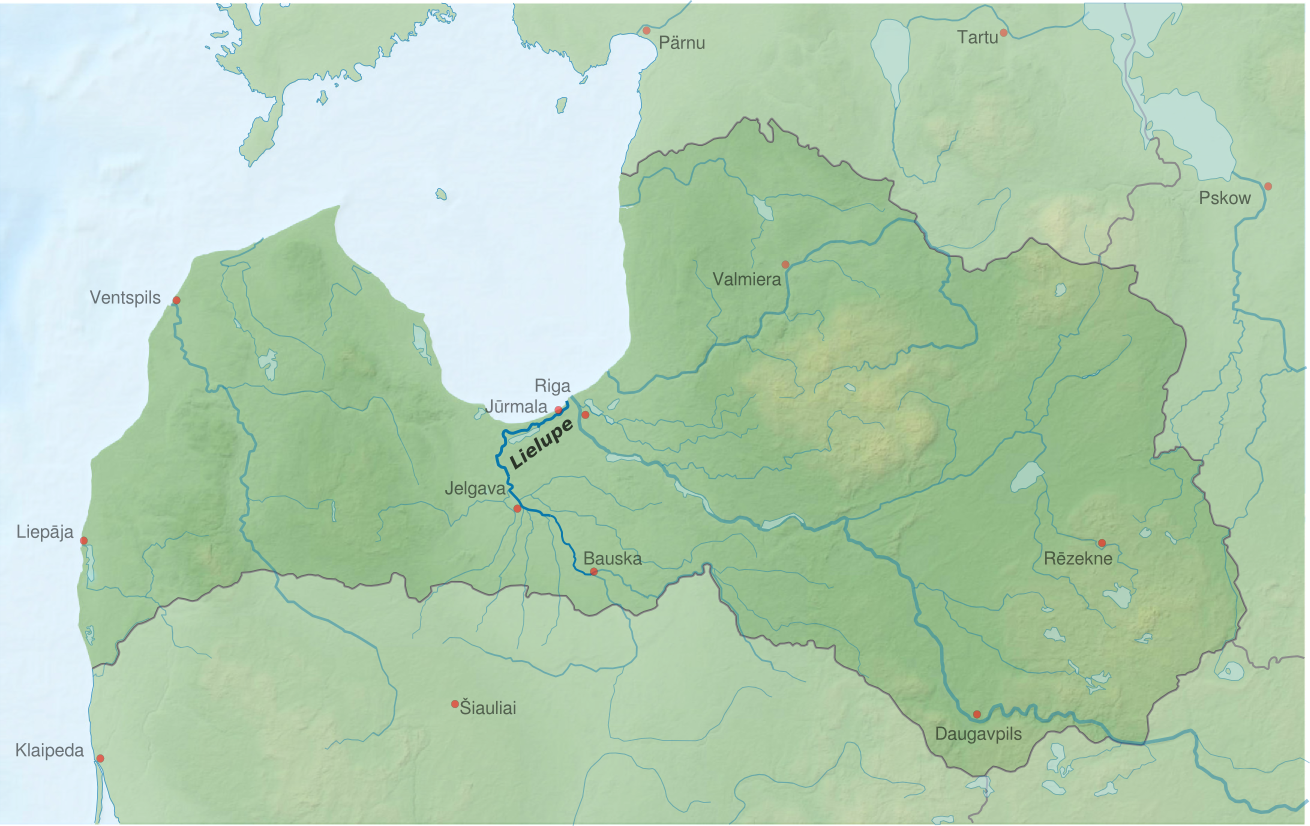
A Lielupe Bauska városánál születik, ahol a keletről érkező Mēmele és a délről érkező Mūsa összefolyik. Jelgava környékén számtalan, Litvániából érkező kisebb patak vizét veszi fel. Mielőtt elérné a Rigai-öblöt, északra fordul és a tengerparttal párhuzamosan halad. A közrefogott területen fekszik Jūrmala, Lettország legfontosabb turisztikai központja.

A Lielupe Zemgale legnagyobb folyója, és a Daugava után az ország második legbővizűbb folyója, amely a litvániai Žemaitija-fennsík (Žemaičių aukštuma) és a Balti-fennsík (Baltijos aukštumos) vonulatainak északi, Lettországba is átérő részének (Augšzemes augstiene) vizeit egyesíti magában. A környező magasabb területek folyói a Dél-lett-alföldön (Viduslatvijas zemiene) futnak össze; a Lielupe vízgyűjtő területének északi-északkeleti határa a Daugava.
A Lielupe Lettország Bauska nevű városánál születik a Mūsa (litvánul Mūša) és a Mēmele (litvánul Nemunėlis) folyók összefolyásánál.

#### Elnevezése
A Lielupe név két elemből áll, a liel- azt jelenti, 'nagy', az upe pedig, hogy 'folyó'. Német nyelvterületen a neve Kurländische Aa, ennek magyarázatához lásd a Gaujánál leírtakat. További névtani ismeretekért lásd Névtani jellemzők című részt.

#### Lefolyása

##### A Dienvidsusēja és a Mēmele

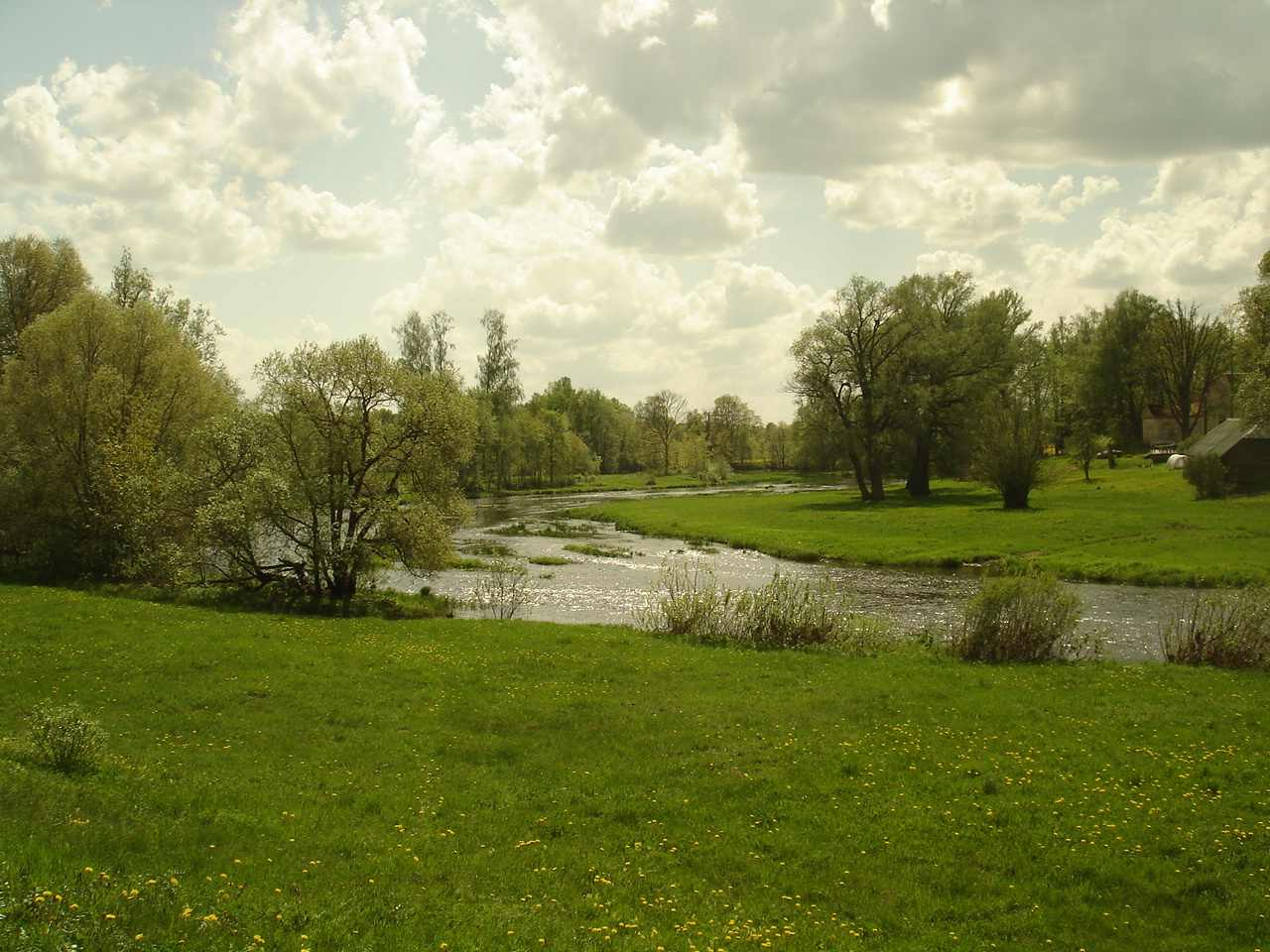
A Dienvidsusēja Ērberģe falunál, ahol a folyó Lettország és Litvánia határa.

A Dienvidsusēja (litvánul Susėja) a Mēmele leghosszabb mellékfolyója, egyben a 16. leghosszabb lett folyó. Subate várostól északra ered az Ilūkste-dombságban (Ilūkstes pauguraine). A Dienvidsusēja 112 km hosszan kanyarog, végül 4,2 km-re a litván határtól találkozik a Mēmelével.
A Dienvidsusēja szó szerinti jelentése: Déli-Susēja, de nevezik még és Nagy-Susējának (Lielā Susēja) is, vagy egyszerűen csak Susējának, illetve Susejának. Az előtagok egy másik folyótól való megkülönböztetésre szolgálnak. A Ziemeļsusēja, vagyis Északi-Susēja, amelyet Kis-Susējának (Mazā Susēja) is neveznek, a Daugava bal oldali mellékfolyója.

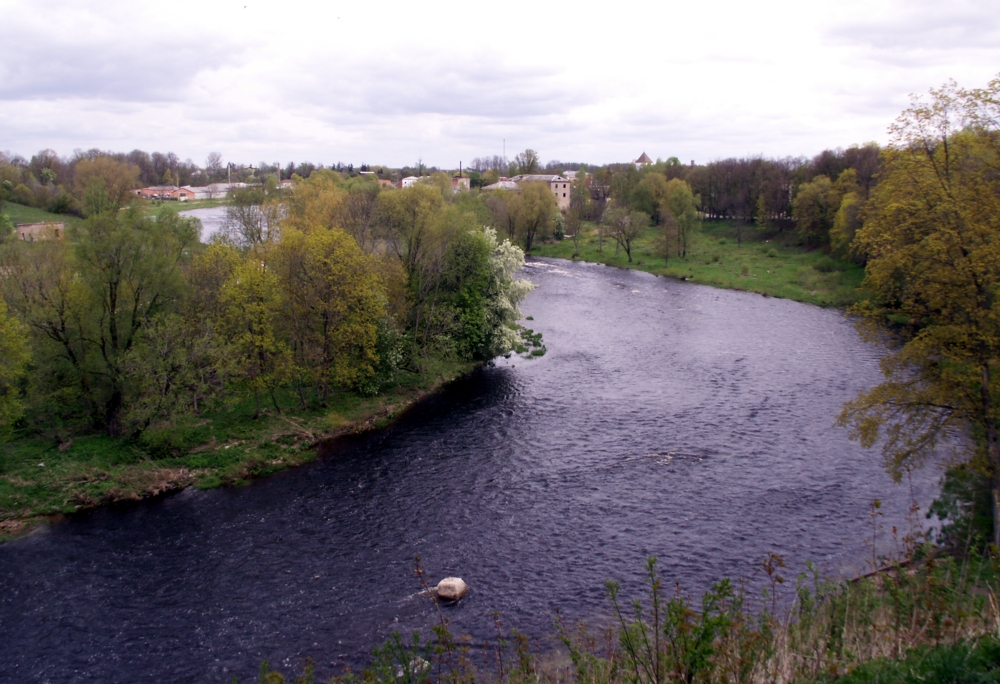
A Mēmele Bauska városánál.

A Mēmele a litvániai Lūšna-tóból ered 5 km-re délkeletről Rokiškis városától. A Mēmele 191 km hosszú, 75 km-en halad Litvániában, 76 km hosszan határfolyó Litvánia és Lettország között, további 40 km-en fut Lettországban, míg Bauska városánál összefut a Mūsával, ahol is megszületik a Lielupe. A Mēmele Lettország 7. leghosszabb folyója.
A Mēmele talán a lett mēm- ’szótlan, néma’ tővel lehet összefüggésben, az -ele gyakori folyónévképző. 
A tudósok úgy vélik, hogy a *mem- a *nem- tő egy nyelvjárási variánsa, ugyanis ez utóbbi elemet számtalan víz- és egyéb földrajzi név őrzi a régióban. Feltehetően az eredeti szláv-balti *nem- tő kur nyelvi hatásra változott az északi területeken *mem-re. A két tő kapcsolatát jelzi több tény is. Egyrészt: a Mēmele folyót litvánul Nemunėlis-nek hívják (talán ennek az átvétele a folyó másik lett neve, a Nemunēle), ez a Nemunas folyónév -ėlis kicsinyítő képzős alakja. Másrészt: a Memel nevet a germán nyelvekben a Nemunasra és az annak a partján fekvő Klaipėda városra is használják. A feltételezések szerint kezdetben a Nemunas folyó alsó, alföldi szakaszát nevezték valamilyen, a Mēmeléhez hasonló alakú szóval, és a felső szakasz neve volt a Nemunas.
|  |  |

##### Mūsa

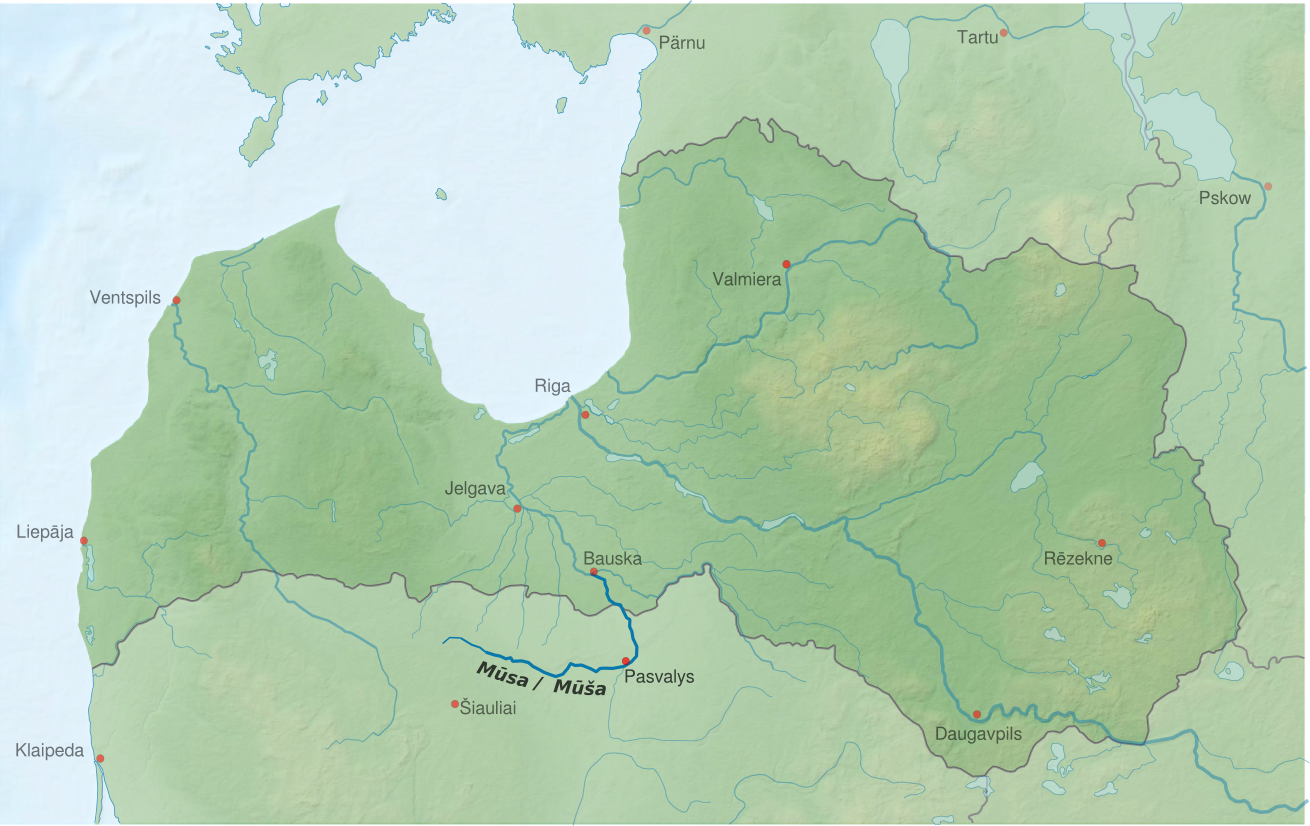
Mūsa

A Zemgale-alföldön (lettül: Zemgales zemiene, litvánul Žiemgalos žemuna) litván területen egy nyugat-keleti irányú dombvonulat húzódik keresztül, a Linkuva-hegygerinc (Linkuvos kalvagūbris), amely vízválasztóként szolgál. Az északi oldalon számtalan folyó folyik észak felé, míg el nem érik a Lielupét, a déli oldalon pedig a Mūsa halad, ez a délről, a Žemaitija-fennsíkról induló vízfolyásokat gűjti össze. Maga a Mūsa a Mūsa-mocsárban ered (lettül: Mūšas tīrelis, litvánul: Mūšos tyrelis), amely természetvédelmi terület. A Linkuva-hegygerinc mentén 136 km hosszan folyik litván területen a róla elnevezett Mūsa–Mēmele-alföldön (Mūšos-Nemunėlio žemuma), itt gyűjti be a környező magaslatok észak felé tartó vizeit, majd kelet felől megkerüli a gerincet. Bár a vízgyűjtő területe a lettországi folyók közül a 6. legnagyobb, 5320 km², vízhozama ehhez képest kevésnek mondható. A folyó 6 km hosszan határfolyó a két ország között, Lettország területén mindössze 20 km tesz meg, míg találkozik a Mēmelével.

##### A zemgale-síksági szakasz bal oldali mellékfolyói

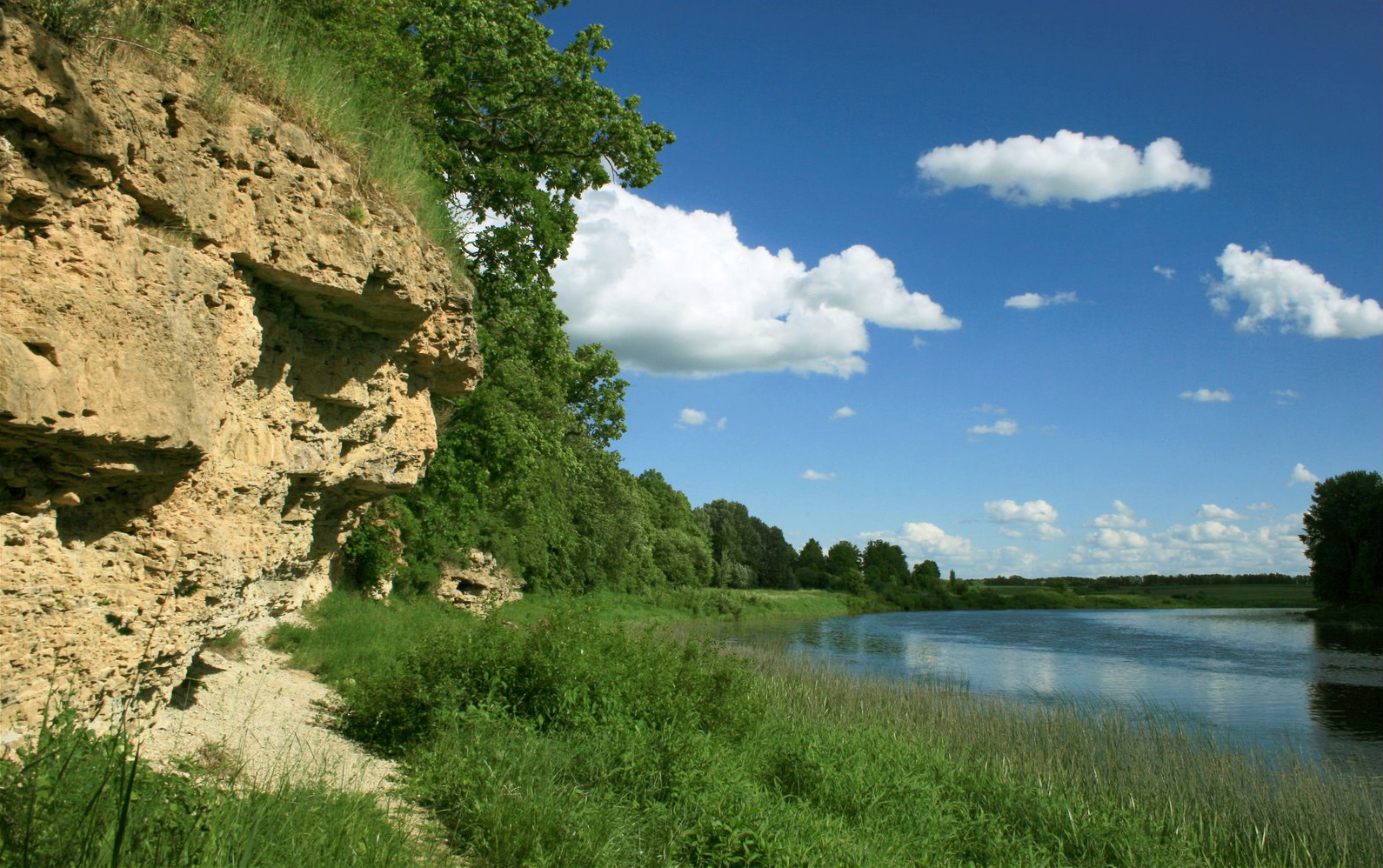
Dolomitfal a Lielupe partján a Bauska Természeti Parkban Bauska és Mežotne között félúton.

A Leilupe a Mūsa és a Mēmele találkozásánál már 90 m széles. Bauska és Mežotne falu között a folyó mintegy 10 km hosszan egy dolomitvölgyön halad keresztül, amely védett természeti terület. A Bauska Természeti Parkot (Bauskas dabas parks) 2004-ben hozták létre egyrészt a dolomitok megóvása, másrészt a folyami ingolák (Lampetra fluviatilis) és szilvaorrú keszegek (Vimba vimba) ívási helyének megóvására.

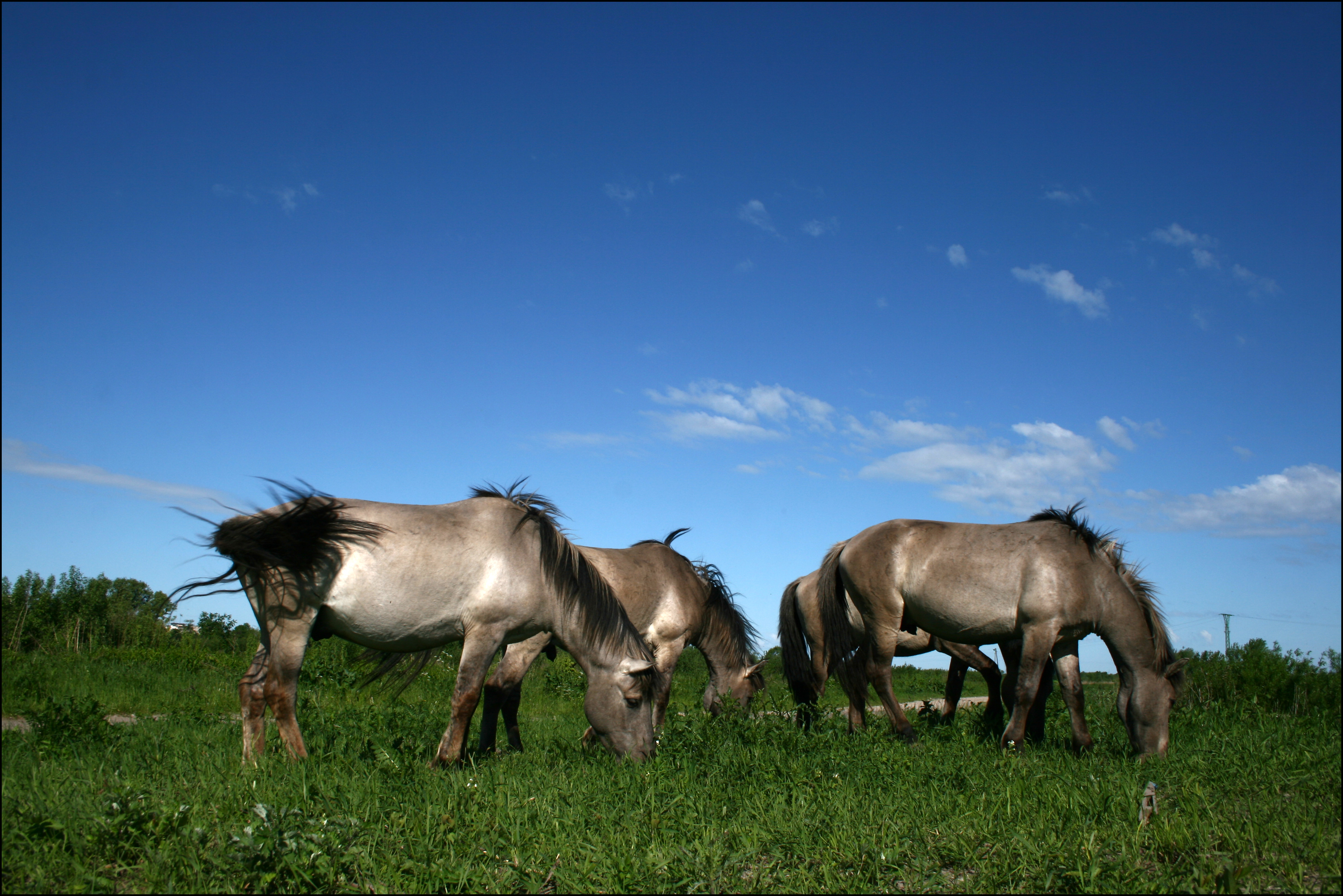
Vadlovak a Lielupei ártéri mocsár védett területén Jelgavánál.

A Linkuva-hegygerincen eredő patakok mind északi irányba folynak le, a számtalan kisebb-nagyobb vízfolyások egymással szinte párhuzamosan haladnak, olykor egymással is találkoznak, végül azonban mindegyikük vize a Lielupéba jut. Ezen patakok közös jellemzője, hogy kb. 70–80 km hosszúak, útjuk harmadánál érik a lett-litván határt, végighaladnak a Zemgale-síkságon és a Lielupéba ömlenek. A Lielupe legfontosabb bal oldali mellékfolyói ezen a szakaszon keletről nyugat felé: Īslīce, Svitene, Sesava, Vircava és Platone. Ezek, a Litvániából induló folyók, a Svētével együtt, amely egyébként nyugati irányból kerüli meg a gerincet, jellemzően sokkal szennyezettebbek, mint a többi lettországi folyó.
A gazdag vízhálózat az árvizek kockázatát hordozza, a patakok tavasszal hóolvadáskor és nyáron intenzív esőzésekkor megdagadnak és kilépnek a medrükből. A Zemgale-síkság intenzív mezőgazdasági terület, ezért is jelentett nagy veszély az árvíz és a belvíz, a károk csökkentése érdekében a folyók mentén több ponton védőgátakat hoztak létre.
A kisebb folyók közül a Platone Jelgava város területén találkozik a Lielupéval, míg az Iecava, amely a legnagyobb jobb oldali mellékfolyó, a város alatt, a Svēte pedig a város nyugati határánál halad, és a várostól pár kilométerre ömlik a folyóba. Ezen a területen található Jelgava területén belül a Lielupei ártéri mocsár (Lielupes palienes pļavas) és a város alatt a Svēte-ártér (Svētes paliene), amelyek védett élőhelyek a folyók ártereiben. Itt legelők, mocsaras rétek és kisebb holtágak nyújtanak élőhelyet 48 védett növényfajnak, 45 madárfajnak (hattyúk, vadlúdak, harisok, récék) és mintegy 70 vadlónak.
| Név     | Teljes hossz (km) | Lettországi hossz (km) | Teljes vízgyűjtő terület (km²) | Lettországi vízgyűjtő terület (km²) | Éves átlagos vízhozam (m³/s) |
| ------- | ----------------- | ---------------------- | ------------------------------ | ----------------------------------- | ---------------------------- |
| Īslīce  | 70                | 43                     | 623                            | 211                                 | 0,49                         |
| Svitene | 80                | 46                     | 419                            | 169                                 | 0,062                        |
| Sesava  | 58                | 39                     | 264                            | 215                                 | 0,04                         |
| Vircava | 69                | 45                     | 466                            | 153                                 | 0,068                        |
| Platone | 69                | 49                     | 448                            | 190                                 | 0,66                         |
| Svēte   | 123               | 75                     | 2380                           | 1873                                | 0,4                          |

##### A zemgale-síksági szakasz jobb oldali mellékfolyói
|  |  |

Az Iecava forrása a Taurkalnei-síkság (Taurkalnes līdzenums) területén található. A felső folyása igen közel halad a Daugavához, Jaunjelgava városnál kerül a legközelebb hozzá. A felső szakasz szabályozva van, de a középső szakasz igen kanyargós, ezért az egyes településeknél szintén szabályozva van a part. Az Iecava vizének nagy része a hóolvadásból származik, ezért igen nagy az éves vízjárás. Az Iecava mentén a legnagyobb település az azonos nevű Iecava falu. A folyó eredeti, természetes torkolata 4 km-re Jelgava alatt volt, de a 19. századi szabályozás során a folyó vizét elterelték, aminek következtében a folyó maga Jelgava határában ömlik a Lielupéba. Az alsó, kiszáradt ágat Öreg-Iecavának (Veciecava) is hívják.
A Misa az Iecava legnagyobb mellékfolyója, mintegy 108 km hosszú, az Upmalei-dombos síkságon (Upmales paugurlīdzenums) ered, vízhozama majdnem megegyezik az Iecaváéval. A folyó Olaine várostól nem messze folyik, itt található az Olainfarm nevű cég, amely a Balti-térség egyik legnagyobb gyógyszeripari és vegyipari gyára. A gyárnak igen sok vízre van szüksége, ezért az 1970-es években építettek egy csatornát, amely a Daugavából vezet el vizet a Misába. A mintegy 12 km hosszú Daugava–Misa csatorna (Daugavas–Misas kanāls) Olaine alatt ömlik a Misába, így annak vízmennyisége ennek hatására jelentősen megnő, és az Ieceva vízhozamán is túltesz.
| Név    | Teljes hossz (km) | Lettországi hossz (km) | Teljes vízgyűjtő terület (km²) | Lettországi vízgyűjtő terület (km²) | Éves átlagos vízhozam (m³/s) |
| ------ | ----------------- | ---------------------- | ------------------------------ | ----------------------------------- | ---------------------------- |
| Iecava | 155               | 155                    | 2072                           | 2072                                | 0,26                         |
| Misa   | 108               | 108                    | 902,6                          | 902,6                               | 0,22                         |

#### Halak
A Lielupe legfontosabb halai a következők: dévérkeszeg (Abramis brama), csuka (Esox lucius),  bodorka (Rutilus rutilus), sügérfélék (Percidae), fogassüllő (Sander lucioperca), compó (Tinca tinca), balin (Aspius aspius), szilvaorrú keszeg (Vimba vimba), európai angolna (Anguilla anguilla).

### A Velikaja vízgyűjtő területe

A Narva vízgyűjtő területe.

Lettország keleti határmenti területe a Velikaja-folyó vízgyűjtő területe. A Velikaja oroszországi folyó, amely a Bezsanyici-dombságban (Бежаницкая возвышенность) ered, és a róla elnevezett alföldön folyik, a környező magaslatok irányából gyűjtve össze vizét, végül a Peipus-tóba érkezik, amely vize a Narva közvetítésével a Balti-tenger Finn-öblébe ömlik.
A folyó orosz neve, Великая [Velikaja] jelentése ’nagy’, ezt a nevet átvették a környező országokban is, észtül Velikaja jõgi, lettül: Veļikaja, de az átvett névvel párhuzamosan megvannak a saját elnevezések is. Az észtben nevezik még Pihkva Emajõgi-nek is, amely szókapcsolatban a Pihkva nem más, mint Pszkov (Псков) orosz város észt neve. Az Emajõgi azt jelenti ’anyafolyó’, ezen a területen gyakori ez az elnevezés: Väike-Emajõgi-nek (Kisanya-folyó) hívják azt a folyót, amely Võrts-tóba (Võrts järv) folyik, és abból kilépve Emajõgi-ként avagy Suur Emajõgi-ként (Nagyanya-folyó) érkezik a Peipus-tóba. Lettül a Velikaját nevezik úgy is, mint Mudava, Mude, Mudve, ami azt jelenti ’fürge folyó’ (vö. mudīgs ’fürge’). Lettország keleti határmenti területét, amely a Velikaja medencéjéhez tartozik, ennek megfelelően Mudava-alföldnek (Mudavas zemiene) hívják.
A Velikáját számtalan, Lettországban eredő kisebb-nagyobb vízfolyás táplálja, ezek közül a legfontosabbak a Rītupe, a Ludza és a Zilupe, amely Fehéroroszországban ered, és csak érinti Lettországot. A Rītupe a Meirāni-gleccsertóból (Meirānu ezers) ered, 56 km után éri el az orosz határt, további 120 km után torkollik a Velikajába. Legnagyobb, jobb oldali mellékfolyója a Ludza. A Ludza a Nagy-Ludza-tóból (Lielā Ludzas ezers) ered, nem messze Ludza városától, a folyó 29 km után éri el az orosz határt, 27 km hosszan határfolyó a két ország között, 100 km után ömlik a Velikajába.
Rītupe nevének első eleme egy rīt- tő, ugyanez található a rīts 'reggel' szóban, az ide tartozó jelentés azonban csak a litvánban maradt meg, a litván rytai jelentése 'kelet', többes számú szó, egyes számú alakja, a rytas a rīts párja, szintén 'reggel'-t jelent. A folyó nevének második eleme az upe 'folyó' szó. A Ludza neve egy *lug-/*ludz- tövet tartalmaz, amely jelentése: 'mocsár, láp', a lettben és a litvánban már csak elavult szavak őrzik, de a szláv nyelvekben használatos, pl.: or. лу́жа (lúža) 'pocsolya'. A Zilupe első tagja, a zil- 'kék'-et jelent, az upe pedig 'folyó'-t. Az orosz Си́няя (Sinjaja) és a fehérorosz Сінюха (Sinjucha) az orosz си́ний (sínij) 'kék' és a fehérorosz сі́ні (síni) 'kék' szavakat tartalmazzák, ezen nevek átvétele a folyó lett Sīnupe és Sīnuoja neve.
| Név    | Torkolat | Teljes hossz (km) | Lettországi hossz (km) | Teljes vízgyűjtő terület (km²) | Lettországi vízgyűjtő terület (km²) | Átlagos vízhozam (m³/s) |
| ------ | -------- | ----------------- | ---------------------- | ------------------------------ | ----------------------------------- | ----------------------- |
| Rītupe | Velikaja | 176               | 56                     | 3000                           | 1442,7                              | 0,6                     |
| Ludza  | Rītupe   | 156               | 29                     | 1570                           | 919                                 | 0,26                    |
| Zilupe | Velikaja | 195               | 80                     | 2040                           | 758,8                               | 10,1                    |

### A kurzemei vízgyűjtő területek
A Kurzemei-fennsík (Kurzemes augstiene) – a többi lettországi fennsíkhoz hasonlóan – a jégkorszak során a jég által mozgatott törmelékből álló morénadombság. Három egységből áll, az északi (Ziemeļkursas augstiene), a keleti (Austrumkursas augstiene) és a nyugati (Rietumkursas augstiene) részből. Az északi és a keleti egységet az Abava-folyó és annak medencéje (Abavas senleja) választja el egymástól. Az északi és keleti, valamint a nyugati egység közé pedig a Kur-alföld (Kursas zemiene) ékelődik.
Az északi rész északkelet-délnyugati irányban húzódik párhuzamosan a Rigai-öböl nyugati partvonalával. A fennsíkon számtalan kisebb patak és folyó ered, a fennsík vízválasztóként is funkcionál, amely választóvonal nagyjából a fennsík közepén húzódik. Az északkeleti oldalon eredő vízfolyások a fennsík és a Rigai-öböl közötti Engurei-síkság érintésével a Rigai-öbölbe ömlenek. Ezen folyók közül a leghosszabb és legjelentősebba a Roja, amely mintegy 78 km hosszú . A délnyugati oldalon eredő vizeket az Irbe és a Venta gyűjti össze, mindkét folyó vízgyűjtő területének jelentős része a Kur-alföldön található.

#### Irbe

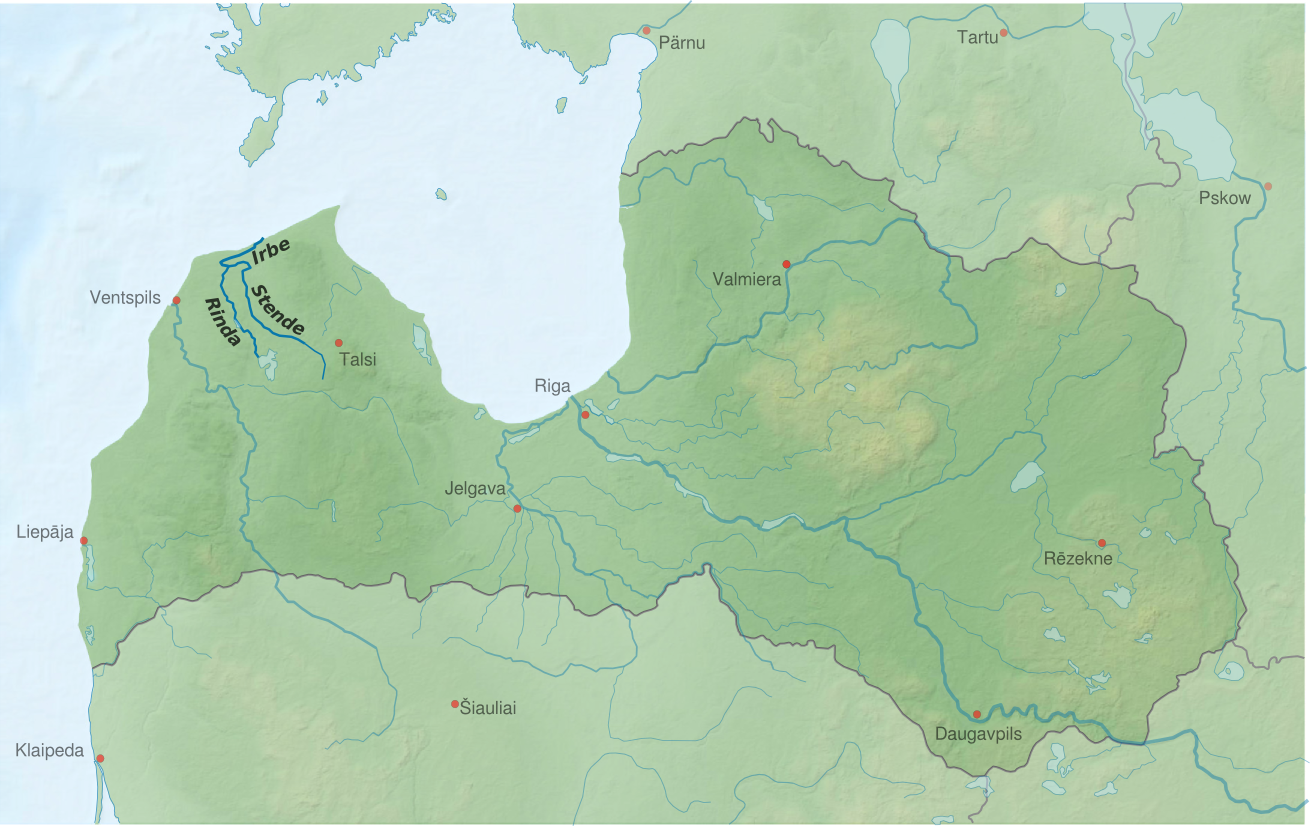
Az Irbe és mellékfolyói: a Stende és a Rinda. A Rinda az Usma-tóból indul, amely Lettország legnagyobb tava. A Rigai-öblöt a Balti-tenger többi részétől elválasztó Irbei-szoros az Irbéről kapta a nevét.

Az Irbe maga csupán 32 km hosszú, ugyanis nem messze a tengerparttól születik a Rinda és a Stende összefolyásánál. A Rinda vízének forrása az a sok kisebb vízfolyás, amely az Usma-tóba (Usmas ezers) ömlik, a tó a Balti-jegestó maradványa. A Balti-jegestó a Balti-tenger medencéjében összegyűlt olvadékvízből létrejött édesvizű tó volt kb. 10.300 évvel ez előtt. A tó akkor alakult át a Yoldia-tengerré, amikor a tó és az Atlanti-óceán között összeköttetés keletkezett. Az Usma-tó Lettország 6. legnagyobb tava, ez táplálja az Engure-folyót, amely 27 km haladás után a Puze-tóba (Puzes ezers) ömlik, ennek kifolyása a Rinda. A Rinda 29 km után találkozik a Stendével. A Stende az azonos nevű Stende várostól keletre ered az Északkur-fennsíkon, felső folyásánál Laļļupe a neve Dižstende (Nagy-Stende) faluig, onnantól kezdve nevezik Stendének.  A folyó mintegy 100 km hosszú.

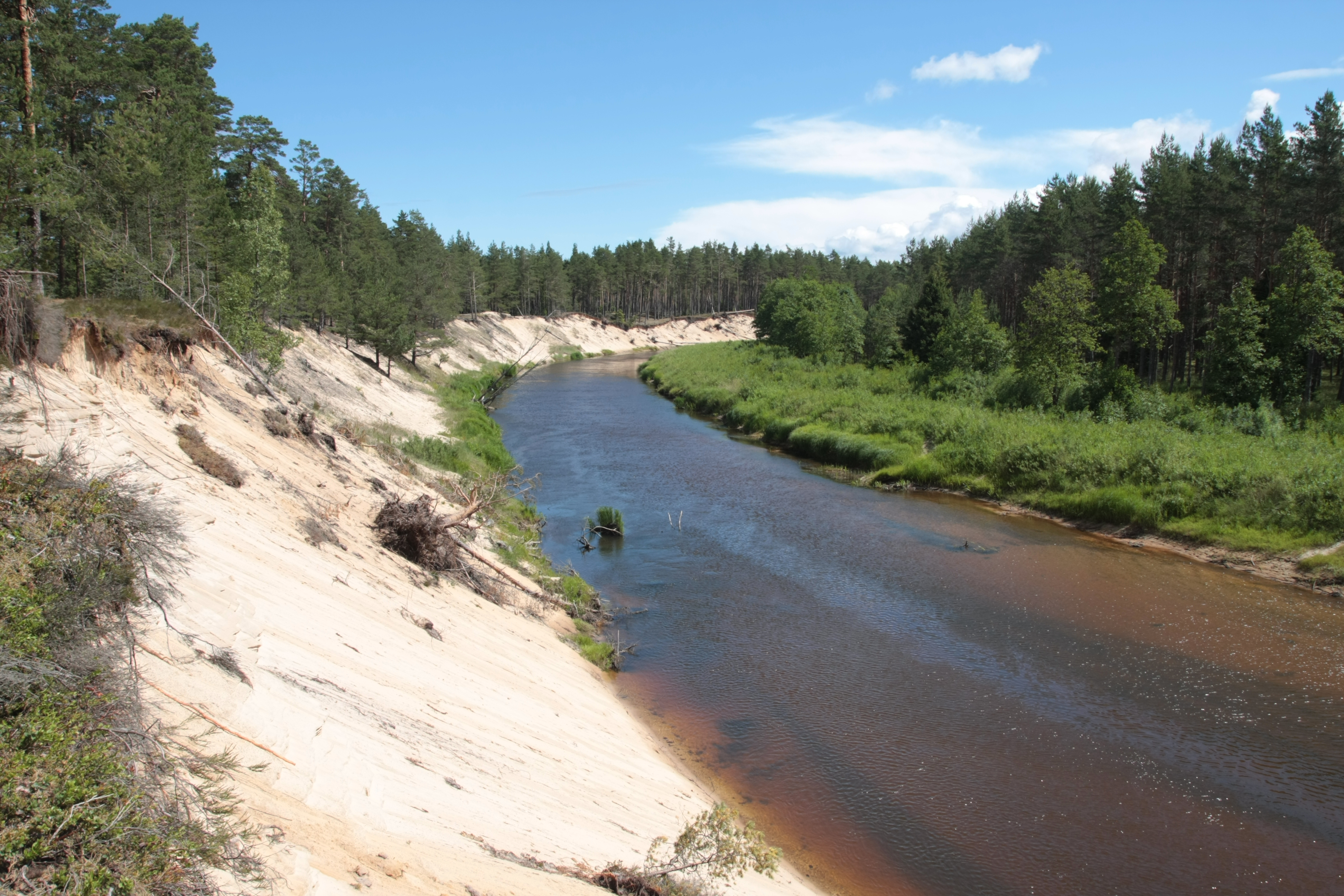
Az Irbe az Irbei-alföldön halad puha homokágyon, folyása lassú és egyenletes, hajózásra kitűnően alkalmas

Az Irbe az Irbei-alföldön (Irves līdzenums) halad puha homokágyon, folyása lassú és egyenletes, hajózásra kitűnően alkalmas. A torkolatnál leteszi hordalékát és építi a part menti területeket, medre folyamatosan változik, torkolatának helye évente vándorol. Az Irbe a Rigai-öblöt a Balti-tenger többi részétől elválasztó Irbei-szorosnál ömlik a Balti-tengerbe.
Az Irbe kultúrtörténetileg fontos folyó, ugyanis az Irbei-alföldön maradt fenn legtovább a lív nép. A lívek halászó életmódot folytató finnugor nép voltak, akik főként a Rigai-öböl partvidékén éltek, de Lettország minden nagyobb folyóján folytattak kereskedelmet a balti népekkel. Két nagyobb csoportra oszlottak, a vidzemei és a kurzemei lívekre, akik nyelvjárásilag is elkülönültek. A lívek élete olyan szorosan összeforrt a folyókkal, hogy egyes csoportjaik az adott folyóról kapták a nevüket, így a vidzemei lívek további csoportja volt a daugavai lívek és a gaujai lívek. A vidzemei lívek harmadik nagyobb csoportja volt a metsepolei csoport, az elnevezés lív eredetű: mõtsā ’erdő’, a pūol ’fél, rész’ jelentésű, a lett Metsepolei-síkság (Metsepoles līdzenums) innen ered. A lívek száma a 12. századtól kezdve folyamatosan csökkent, fokozatosan beolvadtak a lett népbe, de a háborúk sem kímélték őket, az utolsó lív anyanyelvűek a második világháború utáni orosz megszálláskor vesztették életűket, néhányan külföldre, első sorban Svédországba emigráltak.
Ma az Irbe torkolatától keletre találhatóak az utolsó lív falukat magában foglaló kulturálisan védett terület, a Lív part (lettül: Lībiešu krasts, lívül: Līvõd Rānda). Mazirbe (Kis-Irbe) településen található a Lív Ház, amely a lívek művelődési háza, és amelyet magyar támogatással hoztak létre, a ház homlokzatán magyar nyelvű emléktábla áll.

## Névtani összefoglaló

### Nyelvi áttekintő
tájegységek:

augstiene – fennsík, felföld

līdzenums – síkság

nolaidenums – lejtő

pacēlums – magaslat

pauguraine – dombság

paugurlīdzenums – domdos síkság

paugurvalnis – dombvonulat, dombhát

piekaste – tengermellék

senleja – völgy

viļņotais līdzenums – hullámos síkság

zemiene – alföld

néhány vízzel kapcsolatos kifejezés:

ezers – tó

jūra – tenger

okeāns – óceán

plūsma – folyam

straume – folyam

straumīte – patak

strautiņš – csermely

strauts – patak

upe – folyó

folyók folyás szerint:

augš- – felső

lejas- – alsó

vidus- – középső

égtájak:

austrum- – keleti

dienvid- – déli

rietum- – nyugati

ziemeļ- – északi

egyéb:

liel- – nagy

maz- – kis

pie- – menti, melletti, melléki

- A lett főnevek hímnemben -s/-š (I. deklináció), -is/-s (II. deklináció) vagy -us (III. deklináció) végződésűek, nőnemben pedig -a (IV. deklináció), -e (V. deklináció) vagy -s (VI. deklináció). A főnevek ragozandó tövét tehát ezen végződések levágásával kapjuk meg.
- Azokban a földrajzi nevekben, amelyek egy jelzőből és egy jelzett szóból állnak, a jelző jellemzően birtokos esetben áll. Hímnemű főneveknél az I. és II. deklinációban a birtokos eset végződése -a, a III. deklinációban -us, a nőnemű főneveknél a IV. és V. deklinációban a szótag -s hanggal zárul (-a > -as, -e > -es), a VI. deklinációban az alanyeset és a birtokos eset alakilag megegyezik. Többes számban a végződés minden esetben -u.
  - Burtnieks (tó) > Burtnieka līdzenums ’Burtnieks-síkság’
  - Saldus (város) > Saldus pauguraine ’Saldus-dombság’
  - Gauja(folyó) > Gauja senleja ’Gauja-völgy’
  - Zilupe (folyó) > Zilupes līdzenums ’Zilupe-síkság’
- Az -inš/-iņa, valamint a -ītis/-īte végződések kicsinyítő képzők, amelyek néhány földrajzi névben megjelennek. Pl. Gauja (folyó) > Gaujiņa (a Gauja mellékfolyója). A folyónevek között jellemző az -upe ’folyó’ (pl. Lielupe ’Nagyfolyó’) jelentésű utótag, és ennek kicsinyítő képzős alakja, az -upīte (pl.: Lāčupīte ’Medvefolyócska’) is. Földrajzi nevek, többek között vizek jellemző képzője az -ava (pl.: Daugava, Mudava, Abava) és az -āja (pl.: Sventāja).
- A mellékneveket hímnemben az I. (végződésük -s/-š), nőnemben a IV. deklináció (végződésük -a) szerint ragozzuk, ugyanakkor van határozott ragozásuk is, a földrajzi nevek esetében a melléknévi jelzők jellemzően határozott ragozásban állnak, végződésük hímnemben -ais (pl.: Lielais Baltezers ’Nagy-Fehér-tó’), nőnemben -ā (pl.: Lielā Jugla ’Nagy-Jugla’).

| hímnem | I.   | -s/-š  | -a  | -i | -u | -ais | -ā  | -ie | -o |
| hímnem | II.  | -is/-s | -a  | -i | -u | ‒    | ‒   | ‒   | ‒  |
| hímnem | III. | -us    | -us | -i | -u | ‒    | ‒   | ‒   | ‒  |
| nőnem  |      |        |     |    |    |      |     |     |    |
| IV.    | -a   | -as    | -as | -u | -ā | -ās  | -ās | -o  |    |
| V.     | -e   | -es    | -es | -u | ‒  | ‒    | ‒   | ‒   |    |
| VI.    | -s   | -s     | -is | -u | ‒  | ‒    | ‒   | ‒   |    |

### Névtani jellemzők
Győrffy Erzsébet 2011-es monográfiájában a következő szempontok mentén csoportosítja a folyónevek leíró részeit: (1.) A víz érzékszervekkel felfogható tulajdonságai: (a.) a víz mérete (pl.: kis ~ nagy, keskeny ~ széles, sekély ~ mély, rövid ~ hosszú),  (b.) a meder alakja, (c.) a víz színe, (d.) íze (pl.: édes, savanyú, keserű, sós), (e.) szaga (pl.: büdös), (f.) hőmérséklete (pl.: hideg ~ meleg), (g.) hangja (pl.: hangos), (2.) a víz belső jegye, (a.) állapota (pl.: holt), (b.) a víz mozgása (pl.: lassú ~ sebes), (c.) a vízben lévő anyagra (pl.: agyagos, köves, sáros, szikes), (3.) valamilyen külső tényezővel való kapcsolata, például állatokkal vagy növényekkel. Az egymással párba állítható tulajdonságok gyakran arra szolgálnak, hogy folyónevekhez csatolva megkülönböztessék a folyó fő- és mellékágát, olykor a színneveket is használják ilyen célra. A felsorolt kategóriák közül szinte mindegyiket megtalálhatjuk a lett folyónevek között. 
- A leggyakoribb névelem a lettben a liel- ’nagy’ jelentésű tő (pl.: Lielā Jugla, Lielā Vilkaste, Lielupe, Lielurga), ez a tag található meg az ország második legnagyobb folyójának, a Lielupének a nevében is. Hasonlóan gyakori a maz- ’kis, kicsi’ jelentésű elem (pl.: Mazā Jugla, Mazbriede, Mazirbe, Mazupīte). A ’nagy’ és ’kis’ jelzők korrelációba állhatnak egymással, például a Julga esetében, amely a Nagy-Jugla (Lielā Jugla) és a Kis-Jugla (Mazā Jugla) összefolyásával születik. A ’kis’ jelző ugyanakkor jelezheti egy jelzővel meg nem különböztetett folyó mellékfolyóját is, például a Briede esetében, amelynek egyik mellékfolyóját Mazbriedének hívják. Ehhez hasonló megoldás, amikor egy folyó egyik mellékfolyóját az adott folyó kicsinyítő képzős alakjával nevezik meg, például a Gauja esetében, amelynek felső szakaszát avagy mellékfolyóját Gaujiņának nevezik. Az Irbe és a Mazirbe között viszont nincs ilyen kapcsolat, a két folyó nem kapcsolódik egymáshoz.
- A folyók színét több tényező befolyásolja:
  - „A folyók által szállított hordalék jellegét és azon keresztül a víz színét is nagymértékben befolyásolja a vízgyűjtő terület földtani felépítése. A Huang-ho extrém mennyiségű lebegő hordaléka pl. elsősorban onnan származik, hogy a folyó útja során kiterjedt löszvidéket keresztez, s így válik sárgává. Ha a vízgyűjtő területen erősen mállott kőzetek vagy laza üledékek vannak túlsúlyban, úgy azok elszállítása könnyebb, ami nemcsak az össz-hordalékmennyiség megnövekedésében, hanem a magas hordaléktöménységben is jelentkezik. A Huang-honál pl. 36%-os iszaptartalmat is mértek árvíz alkalmával, ami a vizet szinte már zagyszerűvé teszi. A szálban álló kristályos kőzetek vízfolyásai általában „tiszták”, átlátszóak, a vörös trópusi talajok vidékén gyakoriak a vörös színű és nevű folyók, a humuszban gazdag vizek (pl. lápi területek vizei) viszont inkább barnásfeketék (Rio Negro). Az Amazonas vízgyűjtőjén a folyók színe alapján jellegzetes vidékek különíthetők el.”[33]
  - „A fehér színnévvel alkotott nevek sellőző, habzó vízfolyásra utalnak, a feketével pedig kifejezhetik azt, hogy 1) a vízben jelentős mennyiségű szerves anyag vagy vasvegyület bomlási terméke található; 2) a patak gyakran kiszárad, s így fekete a medre; emellett 3) a víz szennyezett, piszkos voltára is utalhatunk ezzel a lexémával. [...] egyes azonos alaptagú, fekete és fehér jelzős névpárok kapcsán esetleg nem a valós színhatás fejeződik ki a nevekben, hanem a víz valamely más tulajdonsága: például a jobb, illetve bal oldali mellékágat különböztetik meg ezekkel a bővítményi részekkel.”[34]
  - A lett folyónevek esetében a leggyakoribb felhasznált színnév a meln-, vagyis ’fekete’. Összesen kilenc Melnupe és tizennégy Melnupīte nevű folyó vagy patak van Lettországban. A balt- ’fehér’ előtag jóval ritkább, csupán három Baltupe létezik. Találunk példát a sarkan- ’piros’ szín használatára is. Létezik két Sarkaņupe is, a Sarkandaugava a Daugava egyik mellékfolyója, amellyel Riga területén találkozik. A zil- ’kék’ jelentésű tag található a Zilupe nevében.
- Gyakran feltűnik a folyónevekben a vec- előtag, amely ’öreg’-et jelent, ezt a jelzőt általában olyan folyók vagy folyómedrek kapják meg, ahonnan az eredetileg ott haladó folyót elterelték, kiszáradt, holtággá vált vagy vizének egy jelentős részét elvesztette. Például:  Vecbērze, Vecdaugava, Vecgauja, Veciecava, Veclanga, Vecslocene.
- Szintén gyakoriak az olyan folyónevek, amelyek a folyó szent voltára utalnak, bennük a svēt- 'szent' jelentésű elem található: Svēte, Svētupe, Svitene.
- Néhány folyóvíz nevében a dzirnavas ’malom’ szó található: Dzirnavupe, Dzirnupe, Dzirnupīte.
- A névadásba bevont állat- és növénynevek közül a leggyakoribb a lācis 'medve' (a Lāčupīte nevet három folyó is viseli) és a bērzs 'nyírfa' (Bērzaune, Bērze, Bērzupe).
- Egyéb leíró elemek: plašs/platus 'széles' → Platone, šaurs 'keskeny' → a Preiļupe másik nevei: Šaurupīte, Šaurupeite, Nakšaure, Nakšaureite, dziļš 'mély' → Dzilna (ennek egyéb neveiben szintén ez az elem található: Dziļksne, Dziļksnes upeite, Dziļneņa), īss 'rövid' → Īslīce, kartus 'keserű' → Kārtiņa, smaka 'bűz, szag' → Smakupe, šaltas 'hideg' → Saltupe, Saltupīte.

## Felhasznált Wikipédia-szócikkek
- magyarul: Szamogitia  •  Balti-tenger  •  Szamogit nyelv
- lettül:
  - A Gauja és vízgyűjtő területe: Gauja  •  Augusts Bīlenšteins  •  Gaujiņa  •  Zobols  •  Augšgaujas pazeminājums  •  Valmiera  •  Gaujas nacionālais parks  •  Ērgļu klintis  •  Gaujas stāvie krasti  •  Gauja—Daugava-víziút
  - A Velikaja vízgyűjtő területe: Zilupe  •  Ludza  •  Meirānu ezers  •  Rītupe  • 
  - A kurzemei vízgyűjtő területek: Északkur-fennsík  •  Engure  •  Rinda  •  Stende  •  Lívek  •  Lív part  •  Rītupe  •  Bārta
  - A Lielupe és vízgyűjtő területe: Mēmele  •  Dienvidsusēja  •  Ziemeļsusēja  •  Bauska (dabas parks)  •  Daugavas—Misas kanāls
- németül: Balti-alföld  •  Aa nevű folyók listája  •  Az AA név etimológiája
- angolul: Az utolsó glaciális periódus  •  Volga-glaciális  •  Velikaja  •  A Gauja-formációk  •  A Balti-jegestó